# Caron (diacritique)
Pour les articles homonymes, voir Caron.
Le caron, aussi appelé hatchek, antiflexe,, inflexe, circonflexe inversé ou même chevron,, est un signe diacritique dérivé du point suscrit utilisé au XVe siècle par Jan Hus pour simplifier l'écriture tchèque et placé au-dessus de certaines lettres, comme dans l'alphabet latin slave, ou utilisé par analogie à l’accent circonflexe pour indiquer un ton dans certaines langues tonales.
Il se trace comme un accent circonflexe culbuté : ‹ ◌̌ ›.

## Utilisation
On retrouve ce signe dans les šumniki du slovène ‹ č, š, ž ›, en tchèque, en slovaque, en croate, et en bosnien, lituanien, serbe et tamazight lorsqu'ils sont écrits en alphabet latin. Ce signe est aussi parfois employé pour transcrire les langues slaves qui s'écrivent uniquement en alphabet cyrillique, notamment le bulgare et le macédonien. On le trouve également dans certaines langues non slaves comme en same d'Inari ou en same du Nord. Dans toutes ces langues, les lettres qui portent un caron sont considérées comme des lettres à part entière. Ainsi, l'alphabet slovène commence par A, B, C, Č, D, etc.
En tchèque et en slovaque, le caron, appelé respectivement háček et mäkčeň, est généralement remplacé par un signe diacritique proche mais différent de l’apostrophe quand la lettre qui doit le porter possède une hampe ascendante ; la lettre résultant est un caractère à part entière (ť, ď, ľ) et non la séquence d'un t, d ou l suivi de l’apostrophe (ni *tˇ, dˇ, lˇ, ni *t’, d’, l’). Dans les styles manuaires ou cursifs, la forme du caron peut être conservée sur toutes les lettres.
La prononciation des lettres portant un caron est différente des lettres sans accent : en tchèque, par exemple, č, ň, ř, š et ž se prononcent respectivement « tch », « gn » (comme dans « montagne »), « rj » (combinés en un seul son), « ch » et « j ». En slovène, en slovaque et en serbo-croate, č, š et ž se prononcent aussi de cette façon. À noter qu'en serbo-croate, il existe un autre son « tch », noté avec ć. Pour le tchèque uniquement, on trouve aussi ě pour prononcer le son [je] (« yé »).
On le retrouve dans la transcription phonétique du chinois mandarin pinyin, pour transcrire les tons (en l'occurrence les troisièmes tons).
Les lettres š et ž sont aussi utilisées en estonien et en finnois afin de noter les phonèmes /ʃ/ et /ʒ/ dans certains mots d'emprunts.
Malgré leur ressemblance, il ne faut pas confondre le caron, qui est pointu, avec la brève qui est arrondie.
En chinantèque de Comaltepec, la lettre modificative caron ‹ ˇ ›, avec chasse, est utilisée pour indiquer le ton moyen-haut de la syllabe qui le précède, par exemple : ‹ loguiˇ ›, ‹ tuiꞌieeˇ ›, ‹ neꞌéeˇ ›, ‹ mejéeꞌˇ ›.
En mathématiques, la notation ◌̌ sur une fonction indique souvent une fonction à laquelle on applique une inversion de temps ou d'espace. Par exemple : Soit  {\displaystyle f:\mathbb {R} ^{n}\rightarrow \mathbb {R} ^{n}} une fonction, la fonction {\displaystyle {\check {f}}}, souvent prononcée "f tchetch", est définie sur {\displaystyle \mathbb {R} ^{n}} par : {\displaystyle \forall x\in \mathbb {R} ^{n},{\check {f}}(x)=f(-x)}. On rencontre souvent cette notation avec la transformation de Fourier inverse dans la relation {\displaystyle {\mathcal {F}}\circ {\mathcal {F}}(f)={\check {f}}}, ce qui simplifie l'expression {\displaystyle {\mathcal {F}}({\mathcal {F}}(f))(x)=f(-x)},. Cette notation est appliquée en utilisant la commande "\check" sur Latex.

## Étymologie
Le terme caron est un néologisme dont on retrouve la trace en anglais dans une norme typographique édictée en 1967 par le gouvernement des États-Unis dans son Printing Office Style Manual et reprise constamment par la suite. Ce pourrait être un mot valise formé du télescopage des termes caret, qui désigne en anglais l’accent circonflexe appelé également circumflex, et de celui de macron, qui désigne en grec ancien l’accent long. Son usage est passé dans d’autres langues, bien qu’il y soit souvent minoritaire ; en allemand, par exemple, le terme Hatschek, du tchèque háček, est plus fréquent.
Les termes antiflexe et inflexe sont utilisés par les africanistes par analogie à l’accent circonflexe, celui-ci indiquant le ton descendant sur une voyelle ou consonne syllabique, et l’antiflexe ou inflexe indiquant le ton montant sur celles-ci,.

## Saisie
Sur les claviers, il existe un accent circonflexe que l'on peut ajouter aux voyelles (â ê î ô û ŷ), en tapant [circonflexe], puis la voyelle. On appelle cela un « circonflexe mort ». De manière similaire, un caron mort permet d'obtenir les caractères č, ř, š, ž, ď, ť, ľ, ǎ, ě, ǒ…
Sur Mac OS X (version 10.3 ou plus récente), il convient de sélectionner la méthode de saisie « clavier américain étendu », de taper Option + V et de compléter par la lettre à accentuer (en prenant garde au fait que le clavier est considéré comme étant QWERTY).
Sous Linux, avec une disposition QWERTZ (Suisse), il est possible d'utiliser la combinaison Compose + C, relâcher, puis taper la lettre voulue. Dans la configuration BÉPO, AltGr + V suivi de la lettre.
Les claviers des langues concernées par le caron (tchèque, slovaque, serbo-croate…) comportent directement des touches ‹ Č ›, ‹ Š ›, ‹ Ž ›…

## Sources
- Patrick Andries, Unicode 5.0 en pratique : codage des caractères et internationalisation des logiciels et des documents, Paris, Dunod, 2008, 399 p. (ISBN 978-2-10-051140-2).
- Palo Bálik, Filip Blažek, Robert Kravjanszki, Agnieszka Małecka et Zofia Oslislo, The Insects Project : Problems of Diacritic Design for Central European Languages, Katowice, Academy of Fine Arts in Katowice, 2016 (ISBN 978-83-61424-87-1, lire en ligne).
- (en) David Březina, « On diacritics », sur I Love Typography.com, 24 janvier 2009.
- Clémentine Faïk-Nzuji Madiya, Éléments de phonologie et de morphophonologie des langues bantu, Peeters Publishers, 1992.
- Marcel Kadima Kamuleta, Le système des classes en bantou, Louvain, Vander, 1969.
- Marcel Diki-Kidiri, Le sango s’écrit aussi… : esquisse linguistique du sango, langue nationale de l’Empire centrafricain, Paris, Société d’études linguistiques et anthropologiques de France, coll. « Langues et civilisations à tradition orale », 1977 (présentation en ligne).
- Andrew West (en), « Antedating the Caron », août 2009.
- Unicode Inc., Le standard Unicode, version 5.1, 2007.